# 633909 Lazutkin
633909 Lazutkin este o planetă minoră (asteroid) din Inner Main Belt⁠(d). A fost descoperită pe 31 august 2010 la  de . 
Obiectul prezintă o orbită caracterizată de o semiaxă mare de 1,8668078292402 UAi, o excentricitate de 0,10406737093884, o înclinație de 21,401708431352 ° în raport cu ecliptica.